# Dơi nếp mũi ba lá
Dơi nếp mũi ba lá (danh pháp hai phần: Aselliscus stoliczkanus) là loài động vật có vú trong họ Dơi nếp mũi, bộ Dơi. Loài này được Dobson mô tả năm 1871.